# José Carlos Sanches
José Carlos Sanches de Souza (Rio de Janeiro, 1 de junho de 1954 – Rio de Janeiro, fevereiro de 2022) foi um ator brasileiro.
Sua morte foi divulgada em 25 de fevereiro de 2022, aos 67 anos, quando o encontraram morto em seu apartamento em Copacabana há cerca de quatro dias. Ele era filho único e os pais já haviam morrido.

## Televisão
- 2010 - Afinal, o Que Querem as Mulheres? - Direção: Luiz Fernando Carvalho
- 2009 - Caras & Bocas - Direção: Jorge Fernando - Personagem: Médico (Participação especial)
- 2007 - Carga Pesada (Seriado) - Direção: Ary Coslov
- 2007 - O Profeta - Direção: Mário Marcio Bandarra
- 2005 - A Lua me disse - Direção: Roberto Talma - Personagem: Promotor (Participação especial)
- 2004 - Senhora do Destino - Direção: Wolf Maya - Personagem: Hélio
- 2004 - Da Cor do Pecado - Direção: Denise Saraceni - Personagem: Vendedor de Carros
- 2002 - O Clone - Direção: Jayme Monjardim
- 2002 - O Quinto dos Infernos - Direção: Wolf Maya
- 2001 - As Filhas da Mãe - Direção: Jorge Fernando
- 1998 - Zazá - Direção: Jorge Fernando - Personagem: Padre Casamenteiro (Participação especial/Último capitulo)
- 1997 - Por Amor - Direção: Ricardo Waddington - Personagem: Fausto Ribeiro
- 1996 - Salsa & Merengue - Direção: Wolf Maya
- 1996 - Você Decide (Episódio - Pai de Aluguel) - Direção: Marcos Paulo
- 1994 - Éramos seis - Direção: Del Rangel - Personagem: Augusto
- 1990 - Gente Fina - Direção: Gonzaga Blota - Personagem: Marcos (Participação especial)
- 1989 - Que Rei Sou Eu? - Direção: Jorge Fernando - Personagem: Balesteros
- 1986 - Anos Dourados - Direção: Roberto Talma - Personagem: Chico
- 1985 - Ti Ti Ti - Direção: Wolf Maya - Personagem: Caio Cesar
- 1984 - Amor com Amor Se Paga - Direção: Gonzaga Blota - Personagem: Edu
- 1984 - O Bem-Amado (Seriado) - Direção: Régis Cardoso
- 1982 - Sétimo Sentido - Direção: Roberto Talma
- 1980 - Água Viva - Direção: Roberto Talma - Personagem: Lúcio
- 1979 - Sítio do Pica-Pau Amarelo - Direção: Geraldo Casé - Personagem: Luciano

## Cinema
- Os Trapalhões - Direção: J.B. Tanko
- Sonho de Valsa - Direção: Ana Carolina

## Teatro
- Blue Jeans - Direção: Wolf Maya
- Doces Lembranças - Direção: Paulo A. de Lima
- Flávia Cabeça e Membros - Direção: Luis Carlo Maciel
- A Grande Revista - Direção: Paulo A. de Lima
- A Estrela do Lar - Direção: Mauro Rasi
- Robin Hood - Direção: Gaspar Filho
- Rapunzel - Direção: Lígia Ferreira